# كوريتس
كيريتز (بالألمانية: Kyritz) هي مدينة و بلدة ألمانية تقع في ألمانيا في براندنبورغ. يقدر عدد سكانها بـ 10,018 نسمة .

## المدن التوأمة
مدن Werne، Wałcz و Svalöv هي مدن توأمة لـكيريتز.

## أعلام
- كريستين بيير